# Phoebe Dynevor
Phoebe Harriet Dynevor (ur. 17 kwietnia 1995 w Trafford) – angielska aktorka, wystąpiła m.in. w serialach Bridgertonowie, Younger, Przekręt i Waterloo Road. Córka Sally Dynevor, również aktorki.

## Filmografia
| Rok       | Tytuł                  | Rola              | Uwagi                   |
| --------- | ---------------------- | ----------------- | ----------------------- |
| 2009–2010 | Waterloo Road          | Siobhan Mailey    | w gł. obsadzie, 20 odc. |
| 2011      | Monroe                 | Phoebe Cormack    | 1 odc.                  |
| 2012–2013 | Prisoners' Wives       | Lauren            | 10 odc.                 |
| 2014      | The Village            | Phoebe Rundle     | 6 odc.                  |
| 2015      | Muszkieterowie         | Camille           | 1 odc.                  |
| 2015–2016 | Dickensian             | Martha Cratchit   | 11 odc.                 |
| 2016      | The Nature of Daylight | Phoebe            | krótkometrażówka        |
| 2017–2018 | Przekręt               | Lottie Mott       | w gł. obsadzie, 20 odc. |
| 2017–2021 | Younger                | Clare             | 17 odc.                 |
| od 2020   | Bridgertonowie         | Daphne Bridgerton | w gł. obsadzie          |
| 2021      | The Colour Room        | Clarice Cliff     | film, gł. rola          |
| 2023      | Bank of Dave           | Alexandra         | film                    |
| 2023      | Fair Play              | Emily             | film                    |